# .sx
‎.sx‏ دامنه اینترنتی اختصاص داده شده به کشور سنت مارتین هلند است.